# 8923 Yamakawa
8923 Yamakawa eller 1996 WQ1 är en asteroid i huvudbältet som upptäcktes den 30 november 1996 av den japanska astronomen Takao Kobayashi vid Ōizumi-observatoriet. Den är uppkallad efter Hiroshi Yamakawa.
Asteroiden har en diameter på ungefär 3 kilometer och den tillhör asteroidgruppen Nysa.